# Char Margolis
Char Margolis es una autoproclamada médium y escritora estadounidense. Las afirmaciones de Margolis acerca de que tiene habilidades paranormales han sido criticadas por varios medios de comunicación, los cuales sugieren que usa técnicas como lectura en frío estándar y otros trucos como la lectura en caliente para realizar sus lecturas.

## Carrera
La revista Maclean informó en 2010 que Margolis "tuvo sus inicios en Canadá en el programa The Dini Petty Show a finales de la década de 1980... y también tuvo apariciones en los shows de Camilla Scott y Vicki Gabereau en su apogeo". Maclean también informó que en 2010, Margolis cobró US $600 por una lectura telefónica de 45 minutos y US $825 por una consulta en persona.
De acuerdo a lo dicho por Margolis en una entrevista de 2004 en el Show de Larry King, estaba programado que comenzaría a grabar un show en horario estelar en los Países Bajos en agosto. En un informe "Char, Char, Charlatan", Henk Westbroek informó en DePers.nl que en 2005 fue un invitado en ese programa, y Margolis usó técnicas de lectura en frío y en caliente con él. Westbroek dijo que esta experiencia lo convirtió en un incrédulo con respecto a sus habilidades.
En 2010, Margolis apareció en un episodio de WGN Morning News con Larry Potash para promocionar su libro, "Discover Your Inner Wisdom" (Descubre tu sabiduría interior). En 2014, en un episodio del mismo programa, promoviendo una entrevista con el activista escéptico James Randi, Potash reveló que después del programa de 2010, Margolis le dio una lectura personal. Potash dijo que fue "¡Horrible! ¡Ni siquiera cerca! Quiero decir, si vas a venderte como psíquico, ¡al menos sé bueno en eso! Quiero decir, es un viejo truco de salón".